# SN 1974F
SN 1974F – supernowa odkryta 28 marca 1974 roku w galaktyce A104354+1401. W momencie odkrycia miała maksymalną jasność 18,00m.